# TeXworks
TeXworks ist ein quelloffenes Anwendungsprogramm für Windows, Unix-Systeme und Mac OS X. Es ist eine graphische Benutzeroberfläche für das Textsatzprogramm TeX und dessen Erweiterungen LaTeX, ConTeXt, LuaTeX und XeTeX.
Das Projekt wird von Jonathan Kew, dem Entwickler von XeTeX, betrieben, der das preisgekrönte Programm TeXShop ausdrücklich als Vorbild wählte. Die Veröffentlichung von TeXShop hatte unter den Nutzern des Betriebssystems Mac OS X einen TeX-Boom ausgelöst, den Jonathan Kew mit seinem Programm TeXworks auch unter den Nutzern der anderen modernen Betriebssysteme fördern möchte.
TeXworks benötigt eine TeX-Installation: TeX Live, MiKTeX oder MacTeX.
In TeXworks integriert ist ein PDF-Betrachter. Eine zielgenaue, automatisch gesteuerte Navigation zwischen der PDF-Voransicht und dem Quelltext ist möglich.